# Aglona (pagasts)
Pour les articles homonymes, voir Aglona.
Aglona est une paroisse de Lettonie. C'est l'une des unités territoriales de la municipalité d'Aglona. Située dans le nord-est de la municipalité sur les bords du lac Rušons. Le centre de la paroisse est situé à Aglona. Jusqu'en 2009, la paroisse appartenait au district de Preiļi.

## Localités
Aglona, Aglonas Madelāni, Akatnieki, Ancveriņi 1, Ancveriņi 2, Atšķiras Madelāni, Aļhovka, Botori, Brūveri, Bērzgale, Bēķi, Bēšoni, Cecerski, Cegeļņa, Dimperi, Dudišķi, Dzervanki, Ezera Ukini, Fintmuiža, Gorodoka, Guļbinka, Gūteņi, Janova, Jaudzemi, Jaunaglona, Jaunsekļi, Jonāni, Kapiņi, Kapiņu Ruskuļi, Kavaļi, Kazimirovka, Kodori, Krivošeji, Kukari, Kundzinišķi, Leitāni, Lielie Bernāni, Lielie Dzerkaļi, Livdanišķi, Livdāni, Lopoti, Lučķini, Marjanova, Matisāni, Mazie Bernāni, Mazie Dzerkaļi, Meiruļi, Meža Daukšti, Meža Ukini, Misāni, Novinki, Ostrova, Otorišķi, Peski, Puzanišķi, Rajecki, Repši, Rivari, Rivarišķi, Rotka, Ruskulišķi, Ruskuļi, Rutulišķi, Rutuļi, Salenieki, Sekļa Daukšti, Sekļi, Sgajevski, Sienapurvs, Sila Daukšti, Skudru Grebeži, Skujas, Smani, Spīķi, Starodvorje, Staskuni, Terehova, Tūļi, Valaiņi, Voguļi, Visi, Zaikovščina, Zlotnišķi, Zukuli, Čuhnāni, Šumski